# Kwanzaa

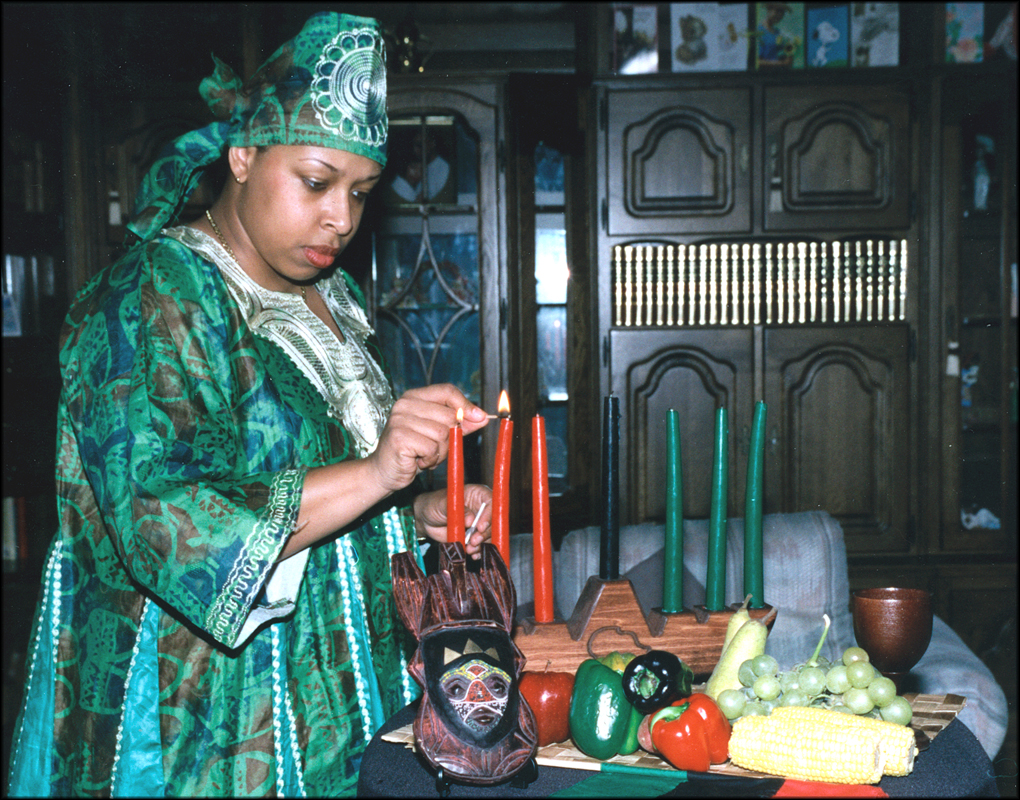
Een Kwanzaaritueel

Kwanzaa kaarsen

Kwanzaa is een feest van het leven gebaseerd op Afrikaanse cultuur van de Bantoevolken. Het wordt gevierd door Amerikanen van Afrikaanse afkomst, die officieel afstammen van de West-Afrikaanse en Zuidoost-Afrikaanse regio, tussen 26 december en 1 januari. Het duurt dus een volle week. Kwanzaa werd in 1966 bedacht door Dr. Maulana Karenga (Ron Everett), een professor aan de faculteit Black Studies aan de universiteit van Californië. Karenga is auteur en activist die strijdt voor het behoud van West-Afrikaanse en Zuidoost-Afrikaanse rituelen in de Amerikaanse cultuur.
Kwanzaa werd bedacht na de Watts Riots, de rellen in de wijk Watts van Los Angeles. Deze rellen waren veroorzaakt door hardhandig politieoptreden. Kwanzaa is geen religieuze viering, maar een culturele, gebaseerd op elementen uit oogstfeesten die zowel in West-Afrika en Zuidoost-Afrika worden gevierd, maar ook in de rest van de wereld.
Elk van de zeven dagen symboliseert een van de Zeven Principes (Nguzu Saba) van zwart-zijn:
- Umoja (Eenheid),
- Kujichagulia (Zelfbeschikking),
- Ujima (Collectief werken en verantwoordelijkheid),
- Ujamaa (Coöperatieve economie),
- Nia (Doel),
- Kuumba (Creativiteit), en
- Imani (Vertrouwen).

De naam Kwanzaa is afgeleid van het Swahili matunda ya kwanza, hetgeen "eerste vruchten" betekent. De extra "a" werd toegevoegd zodat het woord uit zeven letters zou bestaan, een voor elk van de zeven principes.
In december 1998 werd geschat dat wereldwijd door 28 miljoen mensen Kwanzaa wordt gevierd.
In de Verenigde Staten wordt Kwanzaa vaak gekoppeld aan oude religieuze feesten als Kerstmis en Chanoeka, die beide ook in december worden gevierd.